# Jakob Beurlin
Jakob Beurlin (1520- 28 de octubre de 1561) fue un teólogo luterano alemán y reformador protestante.

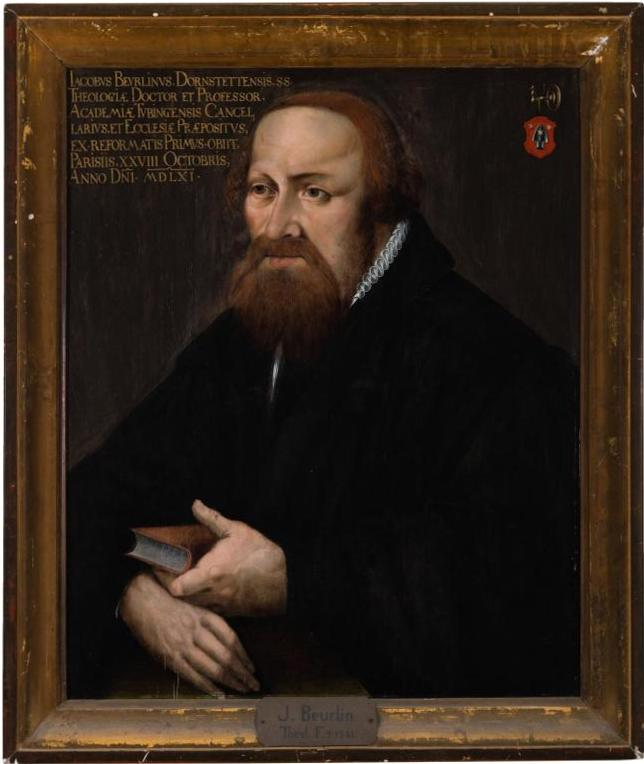
Jakob Beurlin alrededor del año 1630

## Vida
Beurlin nació en 1520, en la localidad de Dornstetten. En noviembre de 1533 ingresó en la Universidad de Tubinga. Cuando en 1534 le llegó la Reforma protestante, se mantuvo fiel al catolicismo, estudiando con diligencia la filosofía y los escritos de los Padres de la Iglesia. Su transición a la nueva doctrina se llevó a cabo de manera silenciosa.
En 1541 fue nombrado administrador del Martinianum (Una fundación para estudiantes necesitados) y al mismo tiempo impartió clases de filosofía. En 1549 aceptó el pastorado de Derendingen cerca de Tubinga, y en 1551 fue llamado como profesor en esa misma ciudad. El 2 de junio de 1557 examinó y firmó, junto con otros teólogos, la Confessio Virtembergica, que había sido preparado para el Concilio de Trento, y en el mes de agosto, junto con el amigo de Johannes Brenz, Johann Isenmann, fue a Langensalza y luego a Sajonia para llegar a un entendimiento con los teólogos y consejeros del elector Mauricio sobre la Confesión de Württemberg en comparación con el Sajón, que también se había  preparado para el Concilio de Trento.
En noviembre de 1551, en compañía del antiguo mayordomo de Lutero, Jodocus Neuheller, pastor en Entringen, fueron enviados como consejeros teológicos de los delegados de Wurtemberg a Trento, donde tomaron notas de las disputas. El 13 de enero de 1552 ambos regresaron a casa, pero el 7 de marzo Beurlin, Brenz, Jacob Heerbrand y Valentin Vannius declararían estar en contra de las decisiones de El Consejo, aunque estos no los tomarían en cuenta pues nunca les concedieron una sesión pública. 
Beurlin ahora dedicó todo su tiempo a sus deberes académicos. Dio conferencias sobre Loci de Philip Melanchthon, el Evangelio y la Primera Epístola de Juan, y las Epístolas a los Romanos y Hebreos, y entrenó a los jóvenes teólogos en los debates. En mayo de 1554, el duque lo envió a Prusia para apaciguar a aquellos que habían sido incitados por las enseñanzas de Andreas Osiander. Sin embargo, no tuvo éxito y, disgustado con el comportamiento de las facciones, rechazó el obispado que le ofreció el duque Alberto I y regresó a casa.
En interés de su oficina académica, se retiró a favor de Jakob Andreae, quien era un intérprete más dispuesto de la teología y la política eclesiástica de Brenz. En octubre de 1557, Beurlin y su suegro, Matthaeus Alber, fueron al Coloquio de Worms en lugar de los teólogos de Turingia. También participó en el Sínodo de Stuttgart pero solo en segundo plano ayudando a Brenz en la defensa de la Confessio Wirtembergica contra el teólogo dominicano Pedro de Soto.
Fue vicerrector de la universidad después de 1557 y líder de los suevos en la Conferencia de Erfurt en abril de 1561, y fue aún más prominente en su último viaje al servicio de la causa protestante alemana. El rey Antonio de Borbón buscó tanto en Stuttgart como en Heidelberg a un teólogo que lo asesorara en la controversia que había surgido entre Carlos de Lorena-Guisa y Teodoro de Beza acerca de la relación de los protestantes franceses con la Confesión de Augsburgo en el Coloquio de Poissy. El duque Cristóbalenvió a tres teólogos, Beurlin, Andreae y el predicador de la corte Balthazar Bidembach. Poco antes de partir, Beurlin fue nombrado rector de la universidad y rector de la Colegiata (29 de Septiembre). Los teólogos partieron el 3 de octubre y llegaron a París el 19 de octubre. Mientras tanto, el coloquio de Poissy había sido interrumpido y los teólogos tuvieron que esperar hasta que el rey los convocara de nuevo a sesión. El 24 de octubre, Beurlin enfermó de peste y murió en París.